# Tonkanees

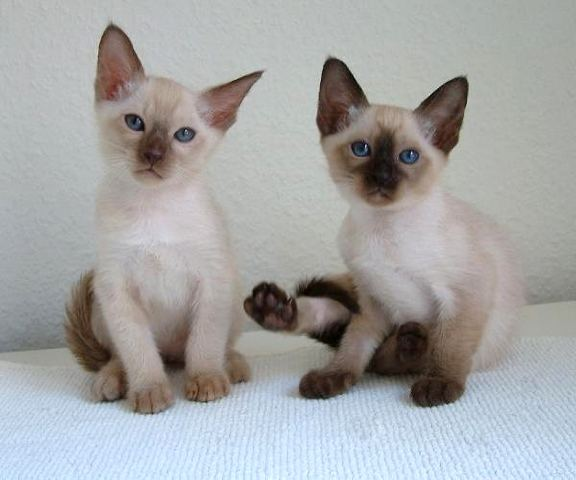
Twee kittens: links chocolade mink, rechts zwart (seal) colorpoint

De tonkanees, of tonkinees, is een zeldzaam kattenras.

## Herkomst
De tonkanees is een kat van het gematigd oosters elegant type en heeft zijn oorsprong in het Verre Oosten. 
De meest typische en onderscheidende uitdrukking van kleur bij de tonkanees heet mink en is een resultante van de combinatie van twee voorkomende partieel albinisme-genen bij oosterse katten die de pigmentexpressie gedeeltelijk onderdrukken, cb (Burmees-type sepia) en cs (Siamees-type colorpoint). Een tonkanees is een intermediaire vorm die genotypisch cbcs is. Hierdoor ontstaat bij de zwarte variant een pigmentremming die tot een walnootbruin uiterlijk leidt met donkerder extremiteiten. De verdunde versies hiervan onder invloed van de factoren b (chocolate) en d (verdunning) leiden tot de kleurslagen chocolade, blauw (grijs) en lilac. 
Aanvankelijk werden er toen de eerste partieel albinokatten uit het Verre Oosten werden gehaald naar Europa en Noord-Amerika voor gekozen om de twee factoren cb en cs apart te gaan doorfokken wat leidde tot respectievelijk de burmees (sepia, cbcb) en siamees (colorpoint, cscs). 
Later hebben fokkers ervoor gekozen om ook de intermediaire vorm uit te ontwikkelen tot eigenstandig ras door ooit te beginnen met een kruising tussen een Siamees en een Burmees waardoor dit ras qua type een gemiddelde is tussen de gespierde Burmees met vrij korte kop en de uiterst elegante Siamees. Een tonkanees wordt alleen gefokt door deze met een andere tonkanees te verparen.

## Kenmerken

### Vachtkleuren
De tonkanees komt voor in alle drie de particieel albino colorpoint-variëteiten; colorpoint, mink en sepia. Desondanks is de ras-karakteristieke mink-kleuring het meest populair. De ogen van een mink tonkanees zijn blauwgroen; van aquamarijn tot turquoise. Voor de colorpoint geldt dat de ogen diepblauw zijn en voor de sepia is dit warm oranjegeel.
De colorpoint, mink en sepia afkleuringen komen voor in alle mogelijke vachtkleuren;
- Bruin (natural bij mink, ook wel seal bij pointed, 'genetisch zwart')
  - Verdund: blauw
- Chocolade (champagne bij mink)
  - Verdund: lilac (platinum bij mink)
- Cinnamon (honey bij mink)
  - Verdund Fawn
- Rood
  - verdund: crème
- Verdunningen: caramel (dmdm/ verdunningsmodificeerder of abrikoos

Ook de combinatie met schildpad en tabby (cyper-patroon) is in de rasstandaarden toegestaan.
Er was ooit een langharige variant in Europa.

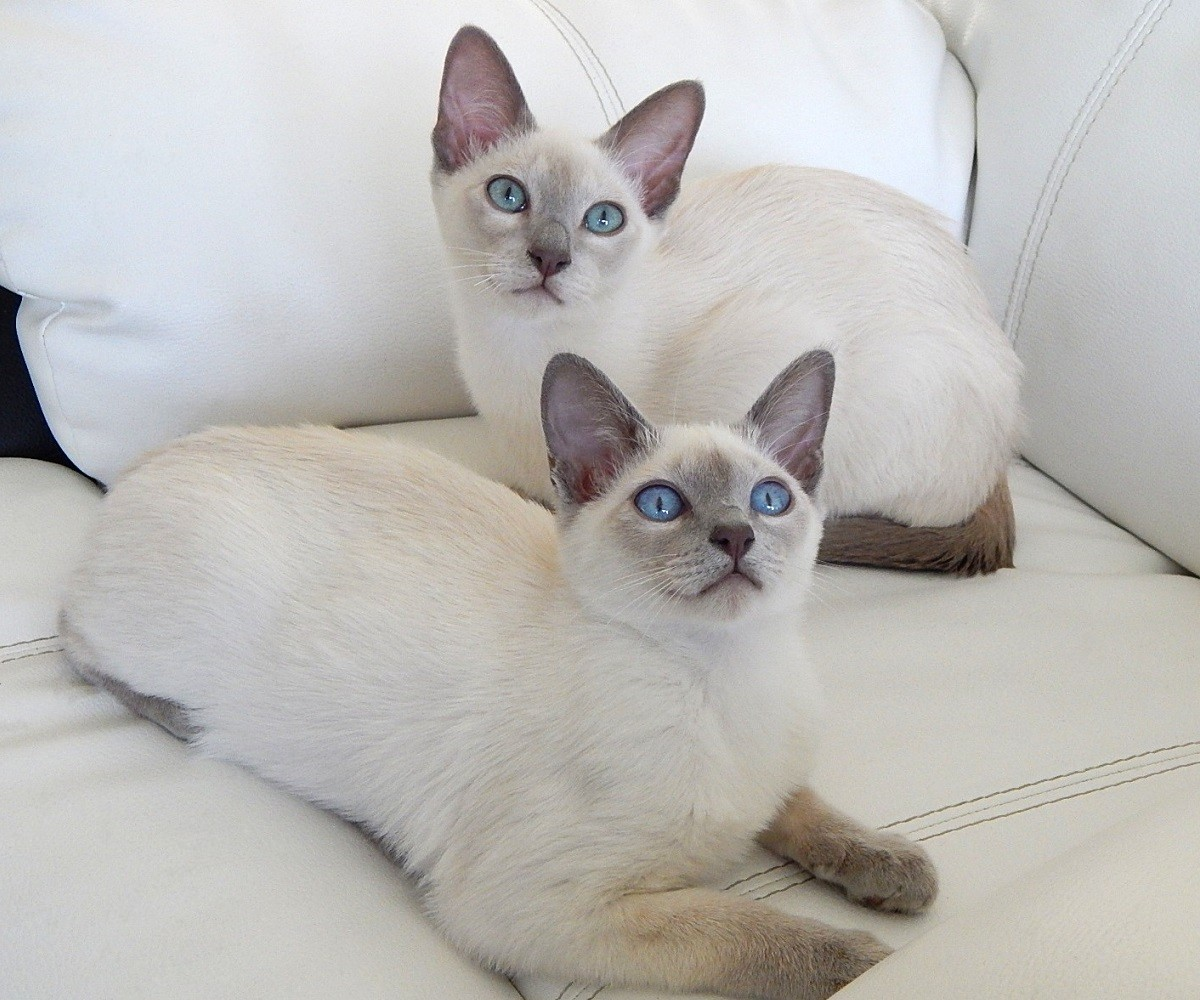
Twee kittens: lilac mink (boven) en lilac colorpoint (onder), goed te herkennen aan de oogkleuren

1. ↑  The Joy of Burmese, The Cat Fancier's Association